# 55 Pandora
55 Pandóra (mednarodno ime je tudi 55 Pandora, starogrško starogrško Πανδώρα: Pandóra) je velik in zelo svetel asteroid tipa M v glavnem asteroidnem pasu. 

## Odkritje
Asteroid je odkril George Mary Searle (1839 – 1918) 10. septembra 1858. . Ime je dobil po Pandori, ki je bila prva ženska v grški mitologiji.

## Lastnosti
Asteroid Pandora obkroži Sonce v 4,58 letih. Njegova tirnica ima izsrednost 0,145, nagnjena pa je za 7,185° proti ekliptiki. Njegov premer je  66,7 km, okrog svoje osi pa se zavrti v 4,804 h .
Asteroida Pandora ne smemo zamenjevati s Saturnovo luno Pandoro.